# Siphonogramen
Siphonogramen é um género de algas, pertencente à família Udoteaceae.

## Espécies
- Siphonogramen abbreviatum
- Siphonogramen parvum